# Erquinghem-Lys Churchyard Extension
Le cimetière « Erquinghem-Lys Churchyard Extension » est un cimetière de la Première Guerre mondiale situé à Erquinghem-Lys (Nord).

## Victimes
| Pays             | Victimes |
| ---------------- | -------- |
| Royaume-Uni      | 522      |
| Canada           | 2        |
| Australie        | 32       |
| Nouvelle-Zélande | 3        |
| Allemagne        | 130      |
| Russie           | 1        |
| Total            | 690      |

## Coordonnées GPS
50° 40′ 45″ nord, 2° 50′ 48″ est